# Kvalifikace na Mistrovství světa ve fotbale 1994 (CONCACAF)
Kvalifikace na Mistrovství světa ve fotbale 1994 zóny CONCACAF určila jednoho přímo postupujícího na Mistrovství světa ve fotbale 1994 a účastníka mezikontinentální baráže proti vítězi zóny OFC, jejíž vítěz se utkal o místenku na MS s týmem z Jižní Ameriky.
V zóně CONCACAF byly tři kvalifikační fáze. Týmy  Mexiko a  Kanada byly nasazeny přímo do druhé fáze. V první fázi bylo 20 celků rozděleno podle geografických hledisek do Karibské a Středoamerické zóny. V Karibské zóně se 14 týmů (po předkole zredukovaných na 12) utkalo vyřazovacím systémem doma a venku utkalo o tři postupová místa do druhé fáze. Ve Středoamerické zóně byla šestice týmů rozlosována do dvojic a utkala se systémem doma a venku o tři postupová místa do druhé fáze. Ve druhé fázi byla osmička týmů rozlosována do dvou skupin po čtyřech celcích. Ti se utkali dvoukolově každý s každým doma a venku a první dva týmy z každé skupiny postoupily do třetí fáze. Tam čtveřice reprezentací utvořila jednu skupinu, ve které se opět utkali dvoukolově každý s každým doma a venku. Vítěz skupiny postoupil na MS. Druhý tým se utkal v mezikontinentální baráži proti vítězi zóny OFC. Vítěz této baráže se následně utkal s týmem z Jižní Ameriky o místenku na MS.

## První fáze - Karibik

### Předkolo
| Datum                      | Domácí                    | Výsledek | Hosté                     |
| -------------------------- | ------------------------- | -------- | ------------------------- |
| 22. března 1992, Castries  | Svatá Lucie               | 1 – 0    | Svatý Vincenc a Grenadiny |
| 29. března 1992, Kingstown | Svatý Vincenc a Grenadiny | 3 – 1    | Svatá Lucie               |

Svatý Vincenc a Grenadiny postoupil do prvního kola díky celkovému vítězství 3-2.
| Datum                          | Domácí                 | Výsledek | Hosté                  |
| ------------------------------ | ---------------------- | -------- | ---------------------- |
| 21. března 1992, Santo Domingo | Dominikánská republika | 1 – 2    | Portoriko              |
| 29. března 1992, San Juan      | Portoriko              | 1 – 1    | Dominikánská republika |

Portoriko postoupilo do prvního kola díky celkovému vítězství 3-2.

### První kolo
| Datum                           | Domácí  | Výsledek | Hosté   |
| ------------------------------- | ------- | -------- | ------- |
| 26. dubna 1992, Hamilton        | Bermudy | 1 – 0    | Haiti   |
| 25. května 1992, Port au Prince | Haiti   | 2 – 1    | Bermudy |

Celkové skóre dvojzápasu bylo 2-2, Bermudy postoupily do druhého kola díky více vstřeleným brankám na hřišti soupeře.
| Datum                     | Domácí    | Výsledek | Hosté     |
| ------------------------- | --------- | -------- | --------- |
| 23. května 1992, Kingston | Jamajka   | 2 – 1    | Portoriko |
| 30. května 1992, San Juan | Portoriko | 0 – 1    | Jamajka   |

Jamajka postoupila do druhého kola díky celkovému vítězství 3-1.
| Datum                        | Domácí            | Výsledek | Hosté             |
| ---------------------------- | ----------------- | -------- | ----------------- |
| 19. dubna 1992, Willemstad   | Nizozemské Antily | 1 – 1    | Antigua a Barbuda |
| 26. dubna 1992, Saint John’s | Antigua a Barbuda | 3 – 0    | Nizozemské Antily |

Antigua a Barbuda postoupila do druhého kola díky celkovému vítězství 4-1.
| Datum                       | Domácí  | Výsledek | Hosté   |
| --------------------------- | ------- | -------- | ------- |
| 24. dubna 1992, Georgetown  | Guyana  | 1 – 2    | Surinam |
| 25. května 1992, Paramaribo | Surinam | 1 – 1    | Guyana  |

Surinam postoupil do druhého kola díky celkovému vítězství 3-2.
| Datum                          | Domácí            | Výsledek | Hosté             |
| ------------------------------ | ----------------- | -------- | ----------------- |
| 19. dubna 1992, Bridgetown     | Barbados          | 1 – 2    | Trinidad a Tobago |
| 31. května 1992, Port of Spain | Trinidad a Tobago | 3 – 0    | Barbados          |

- Trinidad a Tobago postoupil do druhého kola díky celkovému vítězství 5-1.
- Kuba se odhlásila, a tak  Svatý Vincenc a Grenadiny postoupil do druhého kola bez boje.

### Druhé kolo
| Datum                        | Domácí            | Výsledek | Hosté             |
| ---------------------------- | ----------------- | -------- | ----------------- |
| 4. června 1992, Saint John’s | Antigua a Barbuda | 0 – 3    | Bermudy           |
| 6. června 1992, Hamilton     | Bermudy           | 2 – 1    | Antigua a Barbuda |

Bermudy postoupily do druhé fáze díky celkovému vítězství 5-1.
| Datum                           | Domácí            | Výsledek | Hosté             |
| ------------------------------- | ----------------- | -------- | ----------------- |
| 5. července 1992, Port of Spain | Trinidad a Tobago | 1 – 2    | Jamajka           |
| 16. srpna 1992, Jamajka         | Jamajka           | 1 – 1    | Trinidad a Tobago |

Jamajka postoupila do druhé fáze díky celkovému vítězství 3-2.
| Datum                     | Domácí                    | Výsledek | Hosté                     |
| ------------------------- | ------------------------- | -------- | ------------------------- |
| 2. srpna 1992, Paramaribo | Surinam                   | 0 – 0    | Svatý Vincenc a Grenadiny |
| 30. srpna 1992, Kingstown | Svatý Vincenc a Grenadiny | 2 – 1    | Surinam                   |

Svatý Vincenc a Grenadiny postoupil do druhé fáze díky celkovému vítězství 2-1.

## První fáze - Střední Amerika
| Datum                             | Domácí    | Výsledek | Hosté     |
| --------------------------------- | --------- | -------- | --------- |
| 19. července 1992, Guatemala City | Guatemala | 0 – 0    | Honduras  |
| 26. července 1992, Tegucigalpa    | Honduras  | 2 – 0    | Guatemala |

Honduras postoupil do druhé fáze díky celkovému vítězství 2-0.
| Datum                           | Domácí    | Výsledek | Hosté     |
| ------------------------------- | --------- | -------- | --------- |
| 19. července 1992, Managua      | Nikaragua | 0 – 5    | Salvador  |
| 23. července 1992, San Salvador | Salvador  | 5 – 1    | Nikaragua |

Salvador postoupil do druhé fáze díky celkovému vítězství 10-1.
| Datum                       | Domácí    | Výsledek | Hosté     |
| --------------------------- | --------- | -------- | --------- |
| 16. srpna 1992, Panama City | Panama    | 1 – 0    | Kostarika |
| 23. srpna 1992, San José    | Kostarika | 5 – 1    | Panama    |

Kostarika postoupila do druhé fáze díky celkovému vítězství 5-2.

## Druhá fáze

### Skupina A
| Poř. | Tým                       | Z | V | R | P | VG | IG | +/- | B |
| ---- | ------------------------- | - | - | - | - | -- | -- | --- | - |
| 1    | Mexiko                    | 6 | 4 | 1 | 1 | 22 | 3  | +19 | 9 |
| 2    | Honduras                  | 6 | 4 | 1 | 1 | 14 | 6  | +8  | 9 |
| 3    | Kostarika                 | 6 | 3 | 0 | 3 | 11 | 9  | +2  | 6 |
| 4    | Svatý Vincenc a Grenadiny | 6 | 0 | 0 | 6 | 0  | 29 | -29 | 0 |

| Datum                           | Domácí                    | Výsledek | Hosté                     |
| ------------------------------- | ------------------------- | -------- | ------------------------- |
| 8. listopadu 1992, Kingstown    | Svatý Vincenc a Grenadiny | 0 – 4    | Mexiko                    |
| 8. listopadu 1992, San José     | Kostarika                 | 2 – 3    | Honduras                  |
| 15. listopadu 1992, Mexico City | Mexiko                    | 2 – 0    | Honduras                  |
| 15. listopadu 1992, Kingstown   | Svatý Vincenc a Grenadiny | 0 – 1    | Kostarika                 |
| 22. listopadu 1992, Mexico City | Mexiko                    | 4 – 0    | Kostarika                 |
| 22. listopadu 1992, Kingstown   | Svatý Vincenc a Grenadiny | 0 – 4    | Honduras                  |
| 28. listopadu 1992, Tegucigalpa | Honduras                  | 4 – 0    | Svatý Vincenc a Grenadiny |
| 29. listopadu 1992, San José    | Kostarika                 | 2 – 0    | Mexiko                    |
| 5. prosince 1992, Tegucigalpa   | Honduras                  | 2 – 1    | Kostarika                 |
| 6. prosince 1992, Mexico City   | Mexiko                    | 11 – 0   | Svatý Vincenc a Grenadiny |
| 13. prosince 1992, Tegucigalpa  | Honduras                  | 1 – 1    | Mexiko                    |
| 13. prosince 1992, San José     | Kostarika                 | 5 – 0    | Svatý Vincenc a Grenadiny |

Týmy Mexiko a Honduras postoupily do třetí fáze.

### Skupina B
| Poř. | Tým      | Z | V | R | P | VG | IG | +/- | B |
| ---- | -------- | - | - | - | - | -- | -- | --- | - |
| 1    | Salvador | 6 | 4 | 1 | 1 | 12 | 6  | +6  | 9 |
| 2    | Kanada   | 6 | 2 | 3 | 1 | 9  | 7  | +2  | 7 |
| 3    | Jamajka  | 6 | 1 | 2 | 3 | 6  | 9  | -3  | 4 |
| 4    | Bermudy  | 6 | 1 | 2 | 3 | 7  | 12 | -5  | 4 |

| Datum                           | Domácí   | Výsledek | Hosté    |
| ------------------------------- | -------- | -------- | -------- |
| 18. října 1992, Kingston        | Jamajka  | 1 – 1    | Kanada   |
| 18. října 1992, Hamilton        | Bermudy  | 1 – 0    | Salvador |
| 25. října 1992, San Salvador    | Salvador | 1 – 1    | Kanada   |
| 25. října 1992, Hamilton        | Bermudy  | 1 – 1    | Jamajka  |
| 1. listopadu 1992, Toronto      | Kanada   | 1 – 0    | Jamajka  |
| 1. listopadu 1992, San Salvador | Salvador | 4 – 1    | Bermudy  |
| 8. listopadu 1992, Vancouver    | Kanada   | 2 – 3    | Salvador |
| 8. listopadu 1992, Kingston     | Jamajka  | 3 – 2    | Bermudy  |
| 15. listopadu 1992, Burnaby     | Kanada   | 4 – 2    | Bermudy  |
| 22. listopadu 1992, Kingston    | Jamajka  | 0 – 2    | Salvador |
| 6. prosince 1992, Hamilton      | Bermudy  | 0 – 0    | Kanada   |
| 6. prosince 1992, San Salvador  | Salvador | 2 – 1    | Jamajka  |

Týmy Salvador a Kanada postoupily do třetí fáze.

## Třetí fáze
| Poř. | Tým      | Z | V | R | P | VG | IG | +/- | B  |
| ---- | -------- | - | - | - | - | -- | -- | --- | -- |
| 1    | Mexiko   | 6 | 5 | 0 | 1 | 17 | 5  | +12 | 10 |
| 2    | Kanada   | 6 | 3 | 1 | 2 | 10 | 10 | 0   | 7  |
| 3    | Salvador | 6 | 2 | 0 | 4 | 6  | 11 | -5  | 4  |
| 4    | Honduras | 6 | 1 | 1 | 4 | 7  | 14 | -7  | 3  |

| Datum                        | Domácí   | Výsledek | Hosté    |
| ---------------------------- | -------- | -------- | -------- |
| 4. dubna 1993, San Salvador  | Salvador | 2 – 1    | Mexiko   |
| 4. dubna 1993, Tegucigalpa   | Honduras | 2 – 2    | Kanada   |
| 11. dubna 1993, Vancouver    | Kanada   | 2 – 0    | Salvador |
| 11. dubna 1993, Mexico City  | Mexiko   | 3 – 0    | Honduras |
| 18. dubna 1993, Vancouver    | Kanada   | 3 – 1    | Honduras |
| 18. dubna 1993, Mexico City  | Mexiko   | 3 – 1    | Salvador |
| 25. dubna 1993, Tegucigalpa  | Honduras | 2 – 0    | Salvador |
| 25. dubna 1993, Mexico City  | Mexiko   | 4 – 0    | Kanada   |
| 2. května 1993, San Salvador | Salvador | 1 – 2    | Kanada   |
| 2. května 1993, Tegucigalpa  | Honduras | 1 – 4    | Mexiko   |
| 9. května 1993, Toronto      | Kanada   | 1 – 2    | Mexiko   |
| 9. května 1993, San Salvador | Salvador | 2 – 1    | Honduras |

Mexiko postoupilo na Mistrovství světa ve fotbale 1994. Kanada postoupila do mezikontinentální baráže proti vítězi zóny OFC, jejíž vítěz se utkal o místenku na MS s týmem z Jižní Ameriky.